# Briar
Briar是一種開源軟件通信技術，旨在提供安全且有彈性的點對點通信，其運作無需中心伺服器並最大限度地減少對外部的依賴。 在Briar中，消息可以通過藍牙、Wi-Fi、洋蔥網路或可移動存儲（例如闪存盘）傳輸，並且全部是端到端加密的，相關通訊內容會以加密形式存儲在Briar使用者的設備上。 該項目的長期計劃包括支持分佈式應用程序，例如Crisis mapping和協作文檔編輯。
Briar最初的目標受眾包括“活動家、記者和民間組織”，他們希望該系統“足夠簡單，以幫助任何人保護他們的數據安全”。 由於Briar在沒有網際網路的情況下也可以使用，Briar對災難響應和援助組織很有價值，爲此開發人員正在與 Open Humanitarian Initiative 和 Taarifa 合作。 開發人員的終極目標是構建一個“像 WhatsApp 一樣簡單易用，像 PGP 一樣安全，並且在有人破壞互聯網時仍能繼續工作的系統。” 一部手機可以從另一部已經安裝了 Briar 的手機中下載並安裝 Briar 。
Briar的源代碼作為自由軟體發布，其Android應用程式根據GNU通用公眾授權條款發佈，而桌面版本根據GNU Affero通用公眾授權條款發布。  Briar桌面版可在 Windows、macOS 和 Linux 上運行。 Briar桌面版還將在 Linux（非 Android）行動作業系統（例如Manjaro、PureOS 和 postmarketOS）上運行，前提是它要適應設備的硬體設計。
Briar由Cure53審核，且在其2017年3月20日提交的報告中給予了Briar高度評價，Cure53建議在開發完成後進行第二次審核。 截至至 2018 年，該項目從開放技術基金會獲得了 361,100 美元的資金。
Briar使用專為慢速網絡設計的Bramble 協議套件（Bramble 握手協議、Bramble QR 碼協議、Bramble 會合協議、Bramble 同步協議、Bramble 傳輸協議）。 這些協議目前未被其他通訊軟體使用；Briar用戶僅能與同樣使用Briar的用戶交流。

## 工作原理
据《连线》报道，在本地网络、对话双方较为靠近时，Briar效仿网状网络技术，但又仅仅局限于目标接受者，因此通信的双方需要距离很近；在公开网络环境中，Briar则会利用Tor进行数据传输。